# Acocul la Palma
Acocul la Palma är en ort i Mexiko.   Den ligger i kommunen Tulancingo de Bravo och delstaten Hidalgo, i den sydöstra delen av landet, 120 km nordost om huvudstaden Mexico City. Acocul la Palma ligger 2 128 meter över havet och antalet invånare är 392.
Terrängen runt Acocul la Palma är platt västerut, men österut är den kuperad. Runt Acocul la Palma är det tätbefolkat, med 286 invånare per kvadratkilometer. Närmaste större samhälle är Tulancingo, 13,0 km söder om Acocul la Palma. Omgivningarna runt Acocul la Palma är en mosaik av jordbruksmark och naturlig växtlighet.